# Roques d'en Planes
Les Roques d'en Planes és una serra situada al municipi de Santa Coloma de Farners a la comarca de la Selva, amb una elevació màxima de 618 metres.